# 873
873 је била проста година.

## Догађаји
- Данска Велика паганска војска, предвођена Халфданом и Гутрумом, напада Мерсију и заузима Рептон (Дарбишир). Викинзи оснивају логор са јарком на јужној обали реке Трент и тамо проводе зиму.

- Карломан, син краља Карла Ћелавог, изведен је пред секуларни суд и осуђен на смрт - због завере против свог оца. Ослепљен је, али је избегао затвор бекством у Источно франачко краљевство, где му његов ујак, Луј Немачки, пружа заштиту.
- Ал-Андалуз: Град Толедо (модерна Шпанија) устаје по други пут против владавине Омејада, због етничких тензија током две године.
- Данска Велика паганска војска, предвођена вођама Викинга Халфданом и Гутрумом, напада Мерсију и заузима краљевски центар у Рептону (Дербишир). Викинзи оснивају логор са јарком у облику слова У, на јужној обали реке Трент и тамо проводе зиму.
- Српски кнез Мутимир је увидевши да му је хришћанство потребно за изградњу државе, затражио да се у Србију пошаљу ученици словенског просветитеља Методија, брата Константиновог, његовог главног сарадника, а затим наследника у вођству над посленицима који су међу Словенима ширили просвету. Упутио их је сам Методије, тада архиепископ сремски, са седиштем у Доњој Панонији.
- Азугитин, абасидски калиф Ал-Мутамид именовао је Азугитина за гувернера Мосула са заменицима.
- Мухамед ибн Али ал-Армани, убијен је на граници калифата и Византије 873. године.
- Мухамеда ибн Тахира, муслиманског гувернера Хорасана, свргнули су Сафариди, предвођени Јакубом ибн Ел-Лајтом, који освајају главни град Нишапур. Хорасан је припојен њиховом царству у источној Персији. Династија Тахирид пада.
- 15. август – Цар Ји Зонг (Ли Цуи) умире након 13-годишње владавине. Наследио га је његов 11-годишњи син Си Зонг, као владар династије Танг. Током његове владавине, распрострањени неуспех пољопривредне жетве доводи до глади и аграрних побуна.